# 7573 Басфіфті
7573 Басфіфті (7573 Basfifty) — астероїд головного поясу, відкритий 4 листопада 1989 року.
Тіссеранів параметр щодо Юпітера — 3,197.